# Amira
Amira (arab. أميرة) – imię arabskie, oznaczające „księżniczka”. Słowo to także funkcjonuje w języku arabskim potocznie.

## Znane osoby o tym imieniu
- Amira Willighagen – dziecięca śpiewaczka operowa, zwyciężczyni holenderskiego „Mam Talent”.
- Amira Dotan – izraelska polityk